# Kanton Kalbe

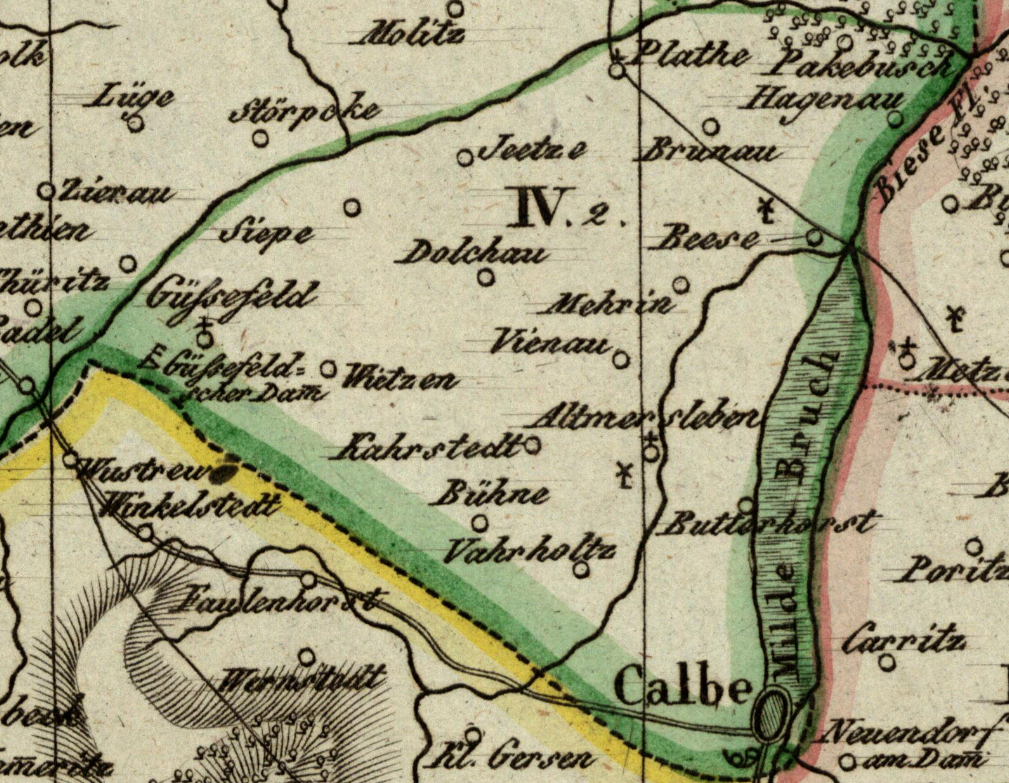
Kanton Kalbe (IV.2) im Distrikt Salzwedel des Departments der Elbe 1812 (aus Special-Atlas des Königreichs Westphalen: bestehend aus acht Departements- und einer General-Charte: 7: Charte von dem Departemente der Elbe des Königreichs Westphalen)

Der Kanton Kalbe (auch Canton Calbe) war eine Verwaltungseinheit im Königreich Westphalen. Er bestand von 1807 bis zur Auflösung des Königreichs im Jahre 1813 und gehörte nach der Verwaltungsgliederung von 1807 zunächst zum Distrikt Salzwedel des Departements der Elbe. Kantonshauptort (chef lieu) war Kalbe (Milde) im Altmarkkreis Salzwedel (Sachsen-Anhalt). Nach der Auflösung dieses Distrikts und dessen Neugründung gehörte er zusammen mit den Distrikten Harburg und Lüneburg zum Departement der Nieder-Elbe. Schon 1811 wurde das Departement der Nieder-Elbe wieder aufgelöst, der (neue) Distrikt Salzwedel und damit der Kanton Kalbe wurden wiederum an das Departement der Elbe überwiesen. Nach Auflösung des Königreichs Westphalens im Oktober/November 1813 wurde im Laufe des Jahres 1814 die vorherige Verwaltungsgliederung wiederhergestellt.

## Geschichte
Mit dem Frieden von Tilsit verlor Preußen die Altmark – neben anderen Gebieten – an das per Dekret vom 18. August 1807 neu geschaffene Königreich Westphalen. Bis Dezember 1807 wurde eine Verwaltungsreform in der Altmark vorgenommen. Die Altmark bildete zusammen mit anderen vormals preußischen Landesteilen (Teile des Herzogtum Magdeburg) das neu geschaffene Departement der Elbe, das in vier Distrikte (Magdeburg, Neuhaldensleben, Stendal und Salzwedel) gegliedert war. Nach dem Verzeichniß der Departements, Districte, Cantons und Communen des Königreichs vom Dezember 1807 gliederte sich der Distrikt Salzwedel in 15 Kantone (cantons), darunter der Kanton Kalbe. Zum Kanton Kalbe gehörten (abweichende Originalschreibweisen der Ortsnamen kursiv):
- Kalbe (Milde) (Calbe), Kantonshauptort
- Vahrholz (Varholz) mit Bühne
- Vienau (Viehnau) mit Butterhorst
- Kahrstedt mit Vietzen
- Güssefeld mit Siepe
- Jeetze mit Dolchau
- Mehrin mit Beese
- Brunau mit Plathe (Plaathe)
- Packebusch (Packabusch) mit Hagenau
- Altmersleben

Die Orte des Kantons Kalbe gehörten bis 1807 zum Arendseeischen Kreis der Altmark. 1808 hatte der Kanton Kalbe 3.435 Einwohner. 1810 hatte der Kanton 3.738 Einwohner. Ein Herr von Voss war Kantonmaire. Nach dem Hof- und Staatskalender von 1812 hatte der Kanton Kalbe 3.940 Einwohner.
Nach dem Werk Statistisches Repertorium über das Königreich Westphalen von Johann Georg Heinrich Hassel hatte der Kanton Wustrow 1811 eine Fläche von 3,25 Quadratmeilen und zählte 3.940 Einwohner. Nach den Angaben von Friedrich Justin Bertuch hatte der Kanton 1811 dagegen 3.768 Einwohner.
Zum 1. September 1810 wurde der Distrikt Salzwedel (im Departement der Elbe) aufgelöst. Aus 13 Kantonen wurde ein neuer Distrikt Salzwedel im Departement der Niederelbe gebildet. Dieses beinhaltete neben dem Distrikt Salzwedel die Distrikte Harburg und Lüneburg. 1811 wurde das Departement der Nieder-Elbe wieder aufgelöst. Die Distrikte Harburg und Lüneburg mussten an das Französische Kaiserreich abgetreten werden. Der Distrikt Salzwedel wurde wieder an das Departement der Elbe überwiesen.
Das Königreich Westphalen zerfiel im Oktober/November 1813 nach der Völkerschlacht bei Leipzig, und in der Altmark wurde im Laufe des Jahres 1814 die vorherige preußische Verwaltungsgliederung wiederhergestellt. In der Kreisreform von 1816/17 kam Kalbe (Milde) zum neu geschaffenen Kreis Gardelegen.